# 紀元前380年
紀元前380年（きげんぜん380ねん）は、ローマ暦の年である。
当時は、「ポプリコラ、ポプリコラ、マルギネシス、ラナトゥス、ペティクス、マメルキヌス、フィデナス、クラッスス、ムギラヌスが執政武官に就任した年」として知られていた（もしくは、それほど使われてはいないが、ローマ建国紀元374年）。紀年法として西暦（キリスト紀元）がヨーロッパで広く普及した中世時代初期以降、この年は紀元前380年と表記されるのが一般的となった。

## 他の紀年法
- 干支 : 辛丑
- 日本
  - 皇紀281年
  - 孝安天皇13年
- 中国
  - 周 - 安王22年
  - 秦 - 献公5年
  - 晋 - 孝公9年
  - 楚 - 粛王元年
  - 斉 - 康公25年
  - 田斉 - 斉侯剡5年
  - 燕 - 簡公35年
  - 趙 - 敬侯7年
  - 魏 - 武侯16年
  - 韓 - 文侯7年
- 朝鮮
  - 檀紀1954年
- ベトナム :
- 仏滅紀元 : 165年
- ユダヤ暦 :

## できごと

### ペルシア帝国
- ペルシア帝国はアテナイに圧力をかけ、エジプトから将軍カブリアス (Chabrias) を撤退させた。カブリアスはそれまでに、エジプトの歴代ファラオを支援し、アケメネス朝ペルシア帝国からのエジプトの独立を堅持していた。

### エジプト
- エジプトのファラオだったハコルが死去し、息子の ネフェリテス2世 (Nefaarud II) が後を継ぐが、1年もたたない間にネクタネボ1世によって追放され、第29王朝 (Twenty-ninth dynasty of Egypt) は途絶えた。ネクタネボ（より正確にはナクトネブエフ）は、エジプト第30王朝 (Thirtieth dynasty of Egypt) 初代のファラオとなった。

### ギリシア
- クレオンブロトス1世が、兄アゲシポリス1世の跡を継いでスパルタ王となる。

### 中国
- 斉が燕を攻撃し、桑丘を奪った。
- 魏・韓・趙が斉を攻撃し、桑丘に達した。

### 芸術
- 一部の歴史家が「リッチ・スタイル (rich style)」と称する様式が、ギリシアで終焉を迎える。

## 誕生
- ダレイオス3世 - ペルシア王（紀元前330年没）（おおよその年代）
- ピュテアス - ブリテン諸島を含む北西ヨーロッパの探検をしたギリシアの探検家（紀元前310年ころ没）（おおよその年代）

## 死去
- アゲシポリス1世 - スパルタ王
- キュテラのピロクセノス (Philoxenus of Cythera) - ギリシアのディテュランボス（酒神讃歌）詩人（紀元前435年ころ生）
- ハコル - エジプト第29王朝 (Twenty-ninth dynasty of Egypt) のファラオ
- ネフェリテス2世 (Nefaarud II) - ハコルの息子、エジプト第29王朝最後のファラオ